# Принц-регент
Принц-ре́гент (нем. Prinzregent, англ. prince regent и др.), в ряде европейских государств — титул единоличного регента, лица, временно исполняющего обязанности монарха вследствие недееспособности (малолетства, болезни) либо длительного отсутствия последнего. Часто принцем-регентом становился следующий в порядке престолонаследия (при отсутствующем или больном монархе обычно — наследный принц, кронпринц, при малолетнем монархе — нередко его дядя).
Известные исторические примеры принц-регентства:
- Филипп II Орлеанский, управлявший Францией (1715—1723) при малолетнем Людовике XV;
- Георг IV, правивший в Великобритании (1811—1820) вследствие душевной болезни Георга III;
- Луитпольд Баварский, управлявший Баварским королевством (1886—1912) сначала вследствие недееспособности короля Людвига II, а затем — вследствие душевной болезни короля Отто I;
- Людвиг III, управлявший Баварским королевством вместо Отто I (1912—1913).
- Принц Шарль Бельгийский, регентствовал в Бельгии с 1944 года, после того как его старший брат, король Леопольд III, был депортирован нацистами в Германию.